# Sergiu I de Neapole
Sergiu I (d. 864) a fost primul duce de Neapole din dinastia sa *numită uneori "dinastia lui Sergiu" sau "dinastia Sergiilor", care a condus Neapole vreme de aproape trei secole, de la înscăunarea lui Sergiu I din 840 până la moartea lui Sergiu al VII-lea în 1137.
Sergiu a fost inițial dux de Cumae, o localitate dependentă de Neapole. În anul 840, în condițiile în care francii, prin trimisul lui Lothar I, Contard încercau ocuparea Napoli, cetățenii l-au ales pe Sergiu ca duce (sau magister militum) de Neapole. Acest eveniment a marcat totodată un pas către completa independență față de Imperiul Bizantin, care nu mai era în stare să apere Ducatus Neapolitanus de incursiunile longobarzilor din Langobardia Minor. Sergiu a continuat prezervarea alianțelor pe care napolitanii le stabiliseră anterior cu sarazinii din Palermo. El i-a ajutat pe musulmani să cucerească Bari de la bizantini în 841, precum și Messina în 842.  Prin renunțarea la relația cu Bizanțul și trecerea alături de papalitate și de franci, Sergiu a contribuit la expulzarea musulmanilor din regiunea Campania.
Sarazinii deveniseră prea periculoși pentru ca Sergiu să mențină relația de amiciție cu ei, drept pentru care ducatul de Neapole s-a aliat cu ducatele de Amalfi, Gaeta și Sorrento, pentru a porni lupta contra sarazinilor, deveniți tot mai amenințători. Alianța forțelor creștine din sudul Italiei i-a forțat pe musulmani să se retragă din Ponza în 842 și a reușit să apere cu succes Roma în 846, cu toate că Vaticanul fusese deja devastat. În 849, Sergiu și-a condus flota alături de cea a Gaetei și de cea papală în reușita bătălie de la Ostia.
În continuare, Sergiu I s-a aliat chiar cu împărații Lothar I și Ludovic al II-lea. În 847, el aprimit sarcina, alături de ducele Guy I de Spoleto, de a restabili pacea între principii longobarzi Siconulf de Salerno și Radelchis I de Benevento. În 850, Sergiu a reușit cu succes să își transforme formațiunea statală în ducat ereditar, atunci când l-a numit pe fiul său mai mare, Grigore al III-lea, drept co-duce. De asemenea, el a început să bată monede cu propria sa efigie.
În 859, Sergiu a purtat un război cu Principatul de Capua, cu al cărui principe, Lando I, a încheiat în cele din urmă un acord, prin care fata sa urma să se căsătorească cu fiul principelui, Landulf, gastald de Suessola. Acesta din urmă, răsculat apoi contra lui Lando I, a pornit o expediție asupra Capuei, fiind însoțit de Grigore, fiul lui Sergiu, și de amiralul Cezar de Neapole. Expediția s-a încheiat însă fără rezultat.
Ceilalți fii ai lui Sergiu, Athanasie și Ștefan, au jucat și eu roluri importante în politica napolitană. Athanasie a devenit episcop de Napoli, cu acordul imperial, precum și legat papal și membru în Curia romană, iar Ștefan a devenit episcop de Sorrento.
Înainte de a muri, Sergiu l-a sfătuit pe succesorul său, Grigore al III-lea, să urmeze îndemnurile fraților săi. Grigore a reușit să se mențină în funcție, asigurând astfel ereditatea ducatului.